# Ateuchus balthasari
Ateuchus balthasari là một loài bọ cánh cứng trong họ Bọ hung (Scarabaeidae).